# شارع بوليه (مترو باريس)
شارع بوليه (بالفرنسية: Rue des Boulets)‏ هي محطة مترو تابعة لمترو باريس تقع في فرنسا في الدائرة الحادية عشرة في باريس.